# Stenorhynchus debilis
Stenorhynchus debilis är en kräftdjursart som först beskrevs av Sidney Irving Smith 1871.  Stenorhynchus debilis ingår i släktet Stenorhynchus och familjen Inachidae. Inga underarter finns listade i Catalogue of Life.